# Oretes
Oretes (en grec antic ̓Οροίτης) era un notable persa nomenat circa l'any 540 aC com a sàtrapa de Lídia per Cir II el Gran de Pèrsia. Va governar uns anys sota Cir II i després sota el seu fill Cambises II de Pèrsia (530 aC–522 aC).
Com d'altres governadors perses, sembla que Oretes tenia la intenció de declarar-se sobirà independent. L'any 522 aC va convidar al tirà Polícrates de Samos a visitar els seus dominis, i així que va desembarcar, el va fer presoner i el va crucificar. Sens dubte, qualsevol intent d'expansió per part d'Oretes hauria tingut l'oposició de Polícrates. Durant la usurpació de Smerdis l'any 522 aC, o potser al pujar al poder Darios I el Gran (521 aC–486 aC) es va revoltar per establir una sobirania independent i va fer matar Mitrobates, el sàtrapa de Dascilios a la Frígia Hel·lespòntica, al que considerava un possible rival.
Cap a l'any 520 aC Darios el Gran va enviar a Lídia un dels seus lleials, Bageos, amb ordre d'executar a Oretes. Bageos es va saber guanyar a la guàrdia de la satrapia amb unes cartes del rei i va aconseguir que aquesta guàrdia, que suposadament obeïa ordres reials, matés a Oretes. Bageos va ostentar el càrrec de sàtrapa per algun temps potser entre el 518 aC i el 515 aC, fins que va ser nomenat sàtrapa Otanes segurament el 515 aC. En parla Heròdot.